# Willem Geefs
Willem (Guillaume) Geefs, född 10 september 1805, död 19 januari 1883, var en belgisk skulptör, bror till Joseph Geefs.
Geefs var en av pionjärerna i 1800-talets nationellt historiska bildkonst i Belgien. Från hans hand stammar en lång rad monument, bland vilka kan nämnas Leopold I:s staty på kongresskolonnen i Bryssel och det ståtliga Rubensmonumentet i Antwerpen.

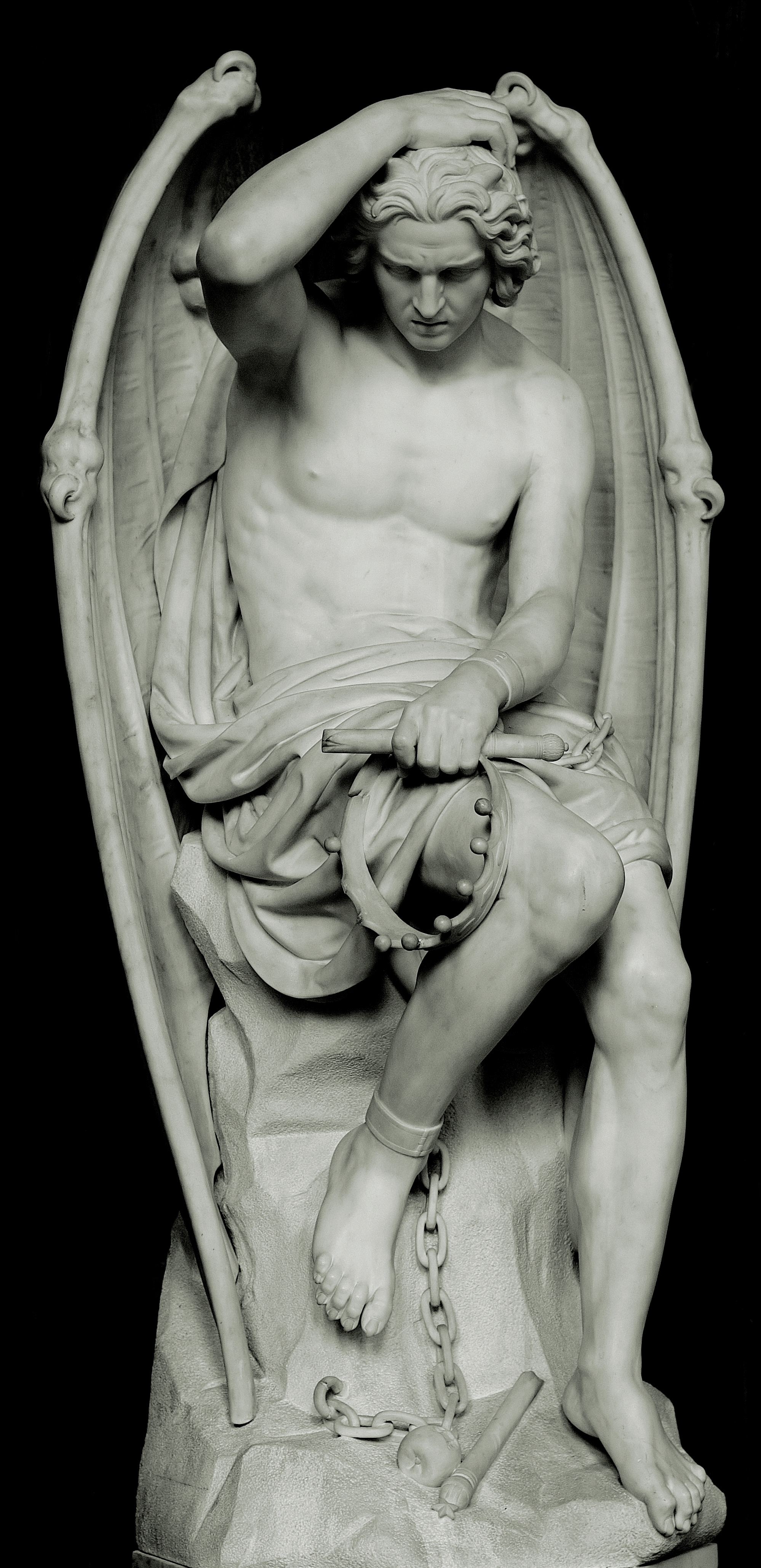
Lucifer i Sankt Paulskatedralen i Liège.
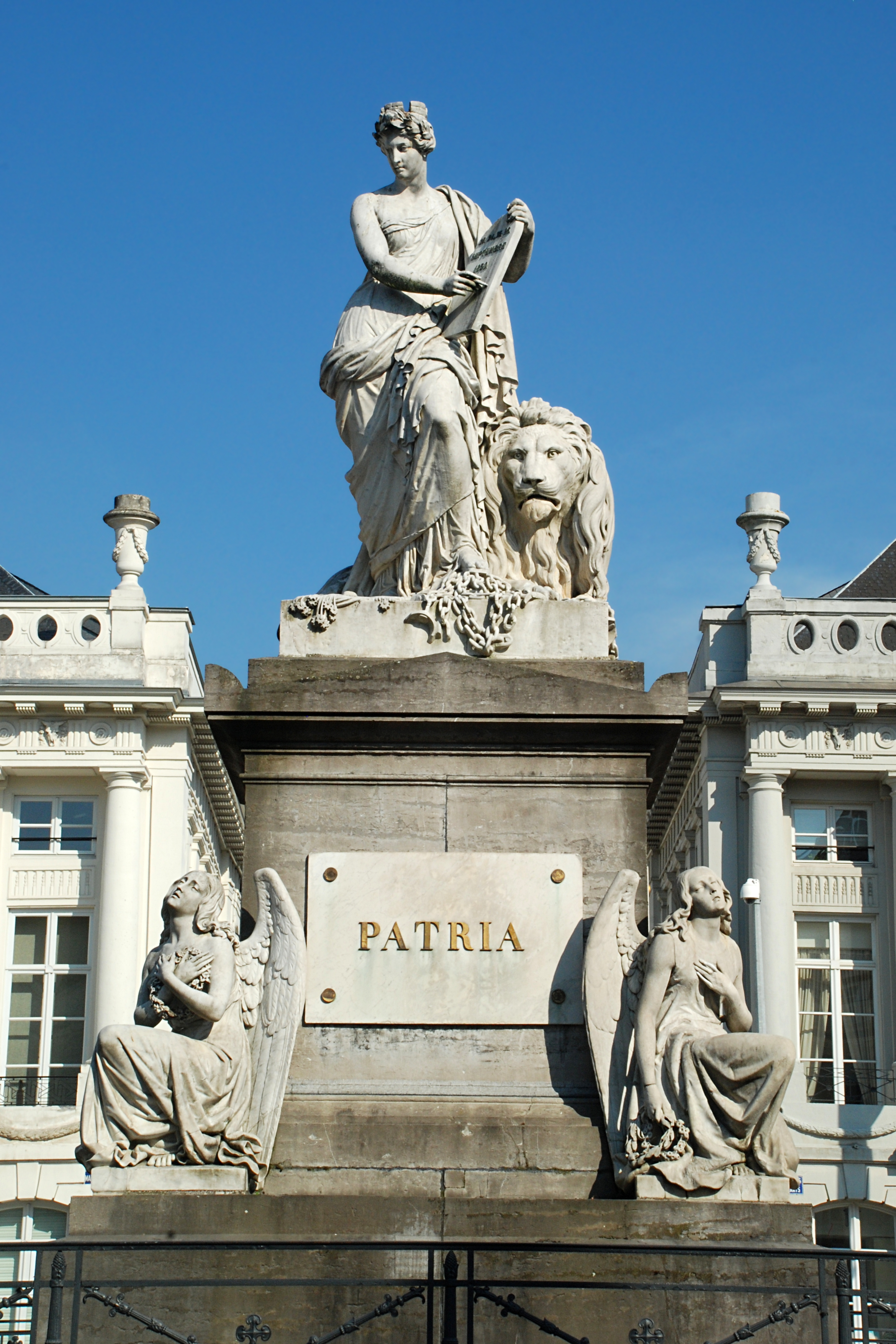
Monument över martyrerna i den belgiska revolutionen 1830
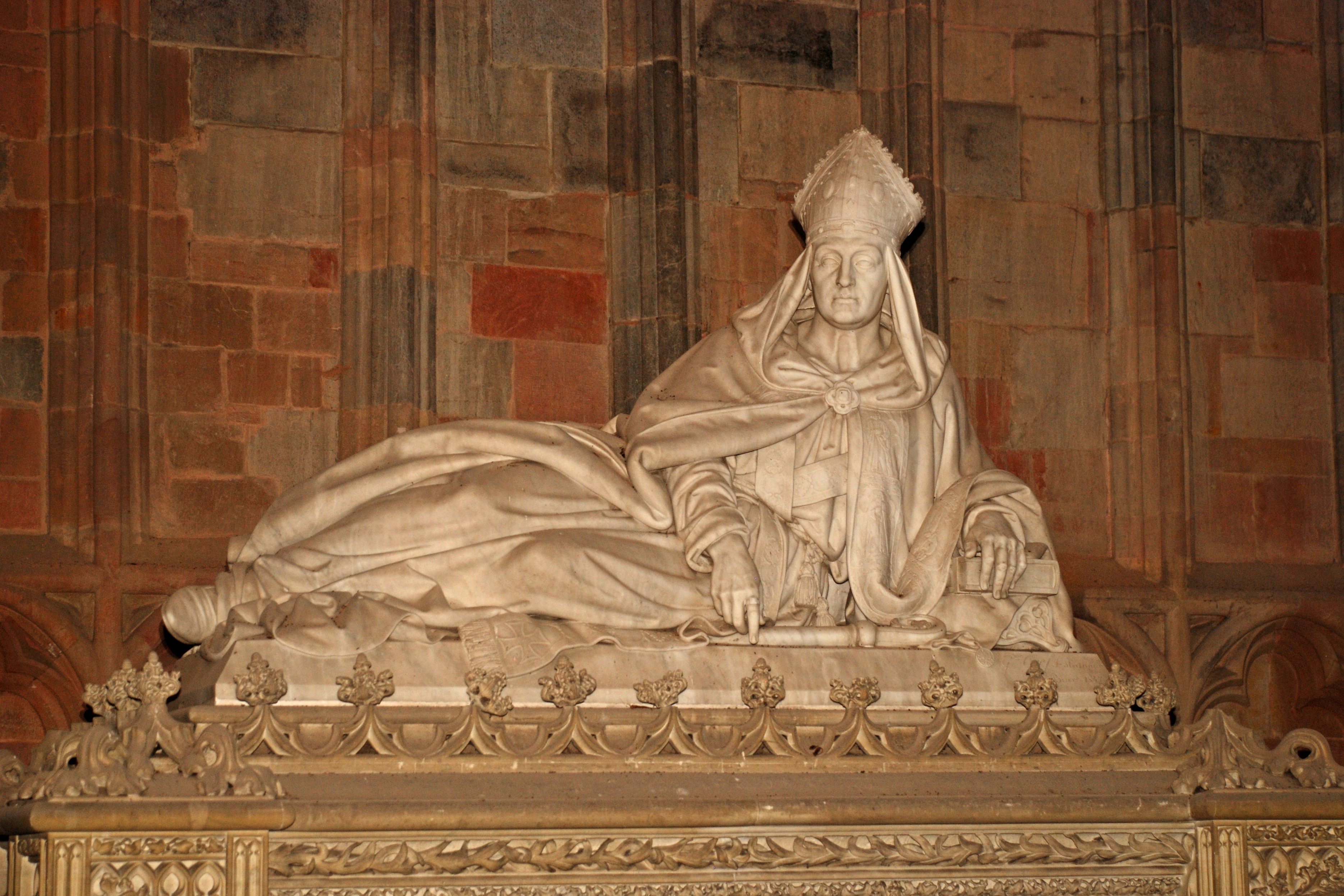
Sankt Hubertus kenotaf, Sankt Hubertus basilika (1847)
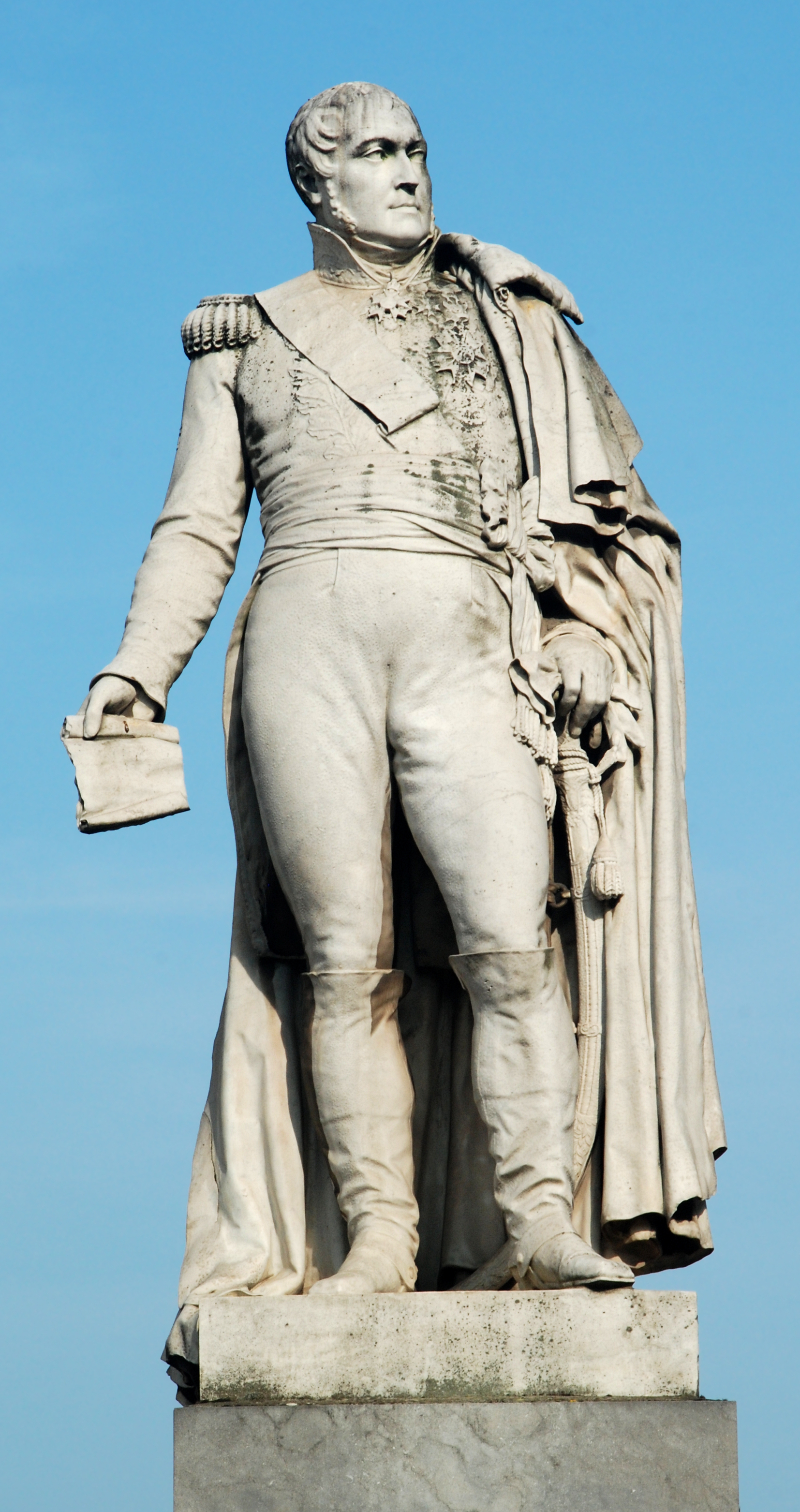
Monument över general Belliard